# Kindyktepa
Koordinaten: 37° 51′ 12″ N, 67° 21′ 43″ O
Kindyktepa ist eine Ruinenstätte im heutigen Usbekistan. Hier konnten die Reste eines Tempels, der ins 4. Jahrhundert v. Chr. datiert, ausgegraben werden.
Der Tempel liegt in einem Gebiet mit zahlreichen antiken Siedlungsresten, die seit den 1970er Jahren untersucht werden. Kindyktepa war vor der Ausgrabung ein etwa 25 × 30 m großer und etwa 3,8 m hoher Hügel. Der Hügel wurde von 2005 bis 2018 vollständig durch ein usbekisch-deutsches Archäologenteam ausgegraben. Es konnten vier Bauphasen unterschieden werden. In Phase 1 wurde der Bau errichtet. In Phase 2 wurde er renoviert und zum Teil umgebaut. In Phase 3 wurde der Bau erneut umgebaut und jetzt als Wohnhaus genutzt. Die Phase 4 gehört späteren Zeiten an, als vereinzelt neue Siedler an diesen Ort kamen.
Der Tempel war 18 × 22,5 m groß und ist aus Lehmziegeln errichtet. Im Zentrum, etwas nach Nordwest verschoben, befindet sich eine 8,5 × 14 m große Halle, in deren westlicher Hälfte vier asymmetrisch angeordnete Pfeiler stehen, die auf einer U-förmigen Rampe angeordnet waren. In deren Mitte fand sich eine etwa 1 m² große Fläche, die stark verbrannt war. Hier stand in Phase 2 ein Podium, auf dem wahrscheinlich ein Feuer brannte. In der ersten und zweiten Bauphase gab es einen Eingang im Südosten und einen weiteren im Nordwesten. Die Eingänge führten jeweils zu einem längeren Gang, einer an der Nordseite, der andere an der Ostseite des Baues. Der Haupteingang liegt im Nordosten des Tempels. In der dritten Bauphase blieben die Pfeiler in der Haupthalle stehen, doch wurde der Fußboden eingeebnet. Der Nordwesteingang zur Haupthalle wurde vermauert.
Der Hauptteil des Fundgutes waren 5368 Gefäßscherben. Die Keramik war zum großen Teil auf der Töpferscheibe gefertigt und undekoriert. Nur einige handgemachte Gefäße zeigten Reste von Bemalung. Die Keramik kann Stufe III der Yaz-Kultur zugeordnet werden. Neben der Keramik fanden sich auch Steinobjekte, bei denen es sich vor allem um Werkzeuge handelte. Bei den Metallobjekten handelte es sich vor allem um Bronzewerkzeuge. Es fand sich auch ein Eisenobjekt, dessen Funktion unsicher ist. Es fanden sich auch Bronze und Lapislazuli-Perlen.
Die Ausgräber haben wenig Zweifel daran, dass es sich bei den hier gefundenen Resten um einen Tempel handelt. Es fanden sich kaum Installationen, die für einen Wohnbau typisch sind. Eine Halle mit Säulen, die nicht ganz im Zentrum liegt, ist typisch für andere Tempel aus Zentralasien. Am Ende der 2. Phase wurde der Tempel zerstört und der Boden aufgefüllt. Dies mag mit einer bewussten Entweihung zu tun haben. Die Ausgräber vermuten, dass dies durch Alexander den Großen geschah, der von 329 bis 327 v. Chr. diese Region eroberte.